# Samsung Health
Samsung Health (antes conhecido como S Health) é um aplicativo gratuito desenvolvido pela Samsung que serve para monitorar vários aspectos da vida diária que contribuem para o bem-estar, como atividade física, alimentação e sono. Lançado em 2 de julho de 2012, com o novo smartphone da Samsung, o Galaxy S3, o aplicativo foi instalado por padrão apenas em alguns smartphones da marca. Ele também podia ser baixado da Samsung Galaxy Store.

## História
Desde meados de setembro de 2015, o aplicativo está disponível para todos os usuários do sistema operacional móvel Android. Desde 2 de outubro de 2017, o aplicativo está disponível para iPhones a partir do iOS 9.0.
O aplicativo é instalado por padrão em alguns modelos de smartphone da Samsung e não pode ser removido sem root. É possível desativar este aplicativo.
O aplicativo mudou seu nome de S Health para Samsung Health em 4 de abril de 2017, quando lançou a versão 5.7.1.

## Painel
O painel é a tela principal do aplicativo, onde são exibidos os principais dados e recursos. Esta é a principal novidade introduzida durante o redesenho do aplicativo em abril de 2015 na versão 4.1.0. A tabela mostra em uma página, uma visão geral dos dados mais recentes salvos. Além disso, ele fornece acesso direto a cada recurso. O usuário pode escolher quais dados e recursos quer ver no painel e como organizá-los na tela.

## Recursos
Nota: Alguns recursos são monitorados por testes com sensores do telefone ou acessórios do telefone (Fitbit, Galaxy Active, Galaxy Fit etc...) e alguns recursos são monitorados por entrada do usuário (alimentos/calorias, peso, quantidade de água etc...)

### Principais recursos
- Definir metas ou usar as metas sugeridas pelo aplicativo para melhorar seus resultados
- Pedômetro [en]
- Resumos semanais dos principais recursos
- Rastreamento de atividade levando em conta mercado e sessões esportivas
- Monitoramento dietético (calorias e nutrientes absorvidos)
- Rastreamento de peso
- Monitoramento do sono

### Outros recursos
- Classificações do número de passos em diferentes grupos (todos os usuários, grupo etário ou amigos)
- Desafios globais
- Criação de desafios sobre o número de passos
- Medição da frequência cardíaca via hardware dedicado
- Monitoramento do consumo de água
- Monitoramento da glicemia
- Medição da saturação de oxigênio no sangue (SpO2) por oximetria de pulso [en] via hardware dedicado
- Monitoramento/medição do estresse
- Medição da frequência cardíaca

### Medição da frequência cardíaca
A disponibilidade da função de medição da frequência cardíaca coincide com o lançamento do Samsung Galaxy S5 que possui um sensor integrado. Esta função é limitada a tomar a medição pontualmente e em repouso. O mesmo sensor é feito para medir também a oximetria de pulso e os níveis de estresse. O aplicativo também suporta sensores cardíacos de outros fabricantes. Ele é capaz de gerar um gráfico em função do tempo das diferentes frequências atingidas durante uma sessão esportiva, bem como outras informações como a frequência cardíaca média e máxima atingida.